# Eueretagrotis
Eueretagrotis is een geslacht van vlinders van de familie uilen (Noctuidae), uit de onderfamilie Noctuinae.

## Soorten
- E. attentus Grote, 1874
- E. perattentus Grote, 1874
- E. sigmoides Guenée, 1852